# Dudley Roberts
Pour les articles homonymes, voir Roberts.
Dudley Edward Roberts, né le 16 octobre 1945 à Derby dans le Derbyshire et mort le 5 juillet 2024, est un footballeur anglais des années 1960-1970 qui joue au poste d'attaquant.

## Biographie
Il joue un match en première division anglaise avec l'équipe de Coventry City.

## Palmarès
Mansfield Town
- Championnat d'Angleterre de troisième division :
  - Meilleur buteur : 1970-1971 (22 buts).